# Julius Eduard Hitzig
Julius Eduard Hitzig (Berlin, 1780. március 26. – Berlin, 1849. november 26.) német kiriminalista, jogász, író, Friedrich Hitzig építész édesapja.

## Élete
Halléban és Erlangenben tanult. 1808-ban Berlinben könyvkiadóüzletet alapított, melyet később bizományi üzlettel és az egyetemek számára való olvasóteremmel egészített ki. Üzlete eladása után 1815-ben a kamara-bíróságnál bűnügyi tanácsos, 1827-ben a kamarai vizsgálóbíróság elnöke lett. 1835-ben megvált szolgálatától és megalapította írói hirnevét Werner (Berlin 1823), Hoffmann (uo. 1823, 2 kötet) és Chamisso (Élete és művei, Lipcse 1839-42, 2 kötet) barátairól írott életrajzaival. Häringgel együtt ő alapította meg és adta ki a Neuer Pitaval című érdekes bűneseteket tartalmazó gyűjteményt (Lipcse 1842). 1825-ben megalapította a Zeitschrift für die preussische Kriminalrechtspflege és 1828-ban az Annalen für deutsche und ausländische Kriminalrechtspflege című lapokat. 1826-tól egy Gelehrtes Berlin (Berlin, folytatta Büchner, uo. 1834) című művet adott ki.